# Carcharocles auriculatus
A Carcharocles auriculatus a porcos halak (Chondrichthyes) osztályának heringcápa-alakúak (Lamniformes) rendjébe, ezen belül a fosszilis Otodontidae családjába tartozó faj.

## Tudnivalók
A Carcharocles auriculatus a késő eocén és kora oligocén korszakok idején élt, körülbelül 35-25 millió évvel ezelőtt. Maradványainak többségét az Amerikai Egyesült Államokbeli Dél-Karolinában találták meg, azonban számos eocén kori fog a marokkói Khouribga-fennsíkból került elő.
Ez a fosszilis cápa közeli rokonságban áll az Otodus-fajokkal, és egyes őslénykutatók emiatt e porcos halnem fajaként tartják számon, Otodus auriculatus név alatt. Feltételezések szerint, a hatalmas óriásfogú cápa (C. megalodon) egyik ősének tekinthető.
Az úgynevezett „óriásfogú cápák” egyike. A 130 milliméteres fogainak széle durván fűrészezett, és oldalaikon kisebb kiemelkedések vannak. Habár a szóban forgó cápafaj is jó nagy méretű lehetett, méretben nem vetekedhetett utódjaival, a Carcharocles angustidensszal és a C. megalodonnal.
Feltételezések szerint, ennek a cápának az Otodus aksuaticus az őse.

## Fordítás
- Ez a szócikk részben vagy egészben  a   Carcharocles auriculatus című angol Wikipédia-szócikk ezen változatának fordításán alapul.  Az eredeti cikk szerkesztőit annak laptörténete sorolja fel. Ez a jelzés csupán a megfogalmazás eredetét és a szerzői jogokat jelzi, nem szolgál a cikkben szereplő információk forrásmegjelöléseként.